# Mazateken

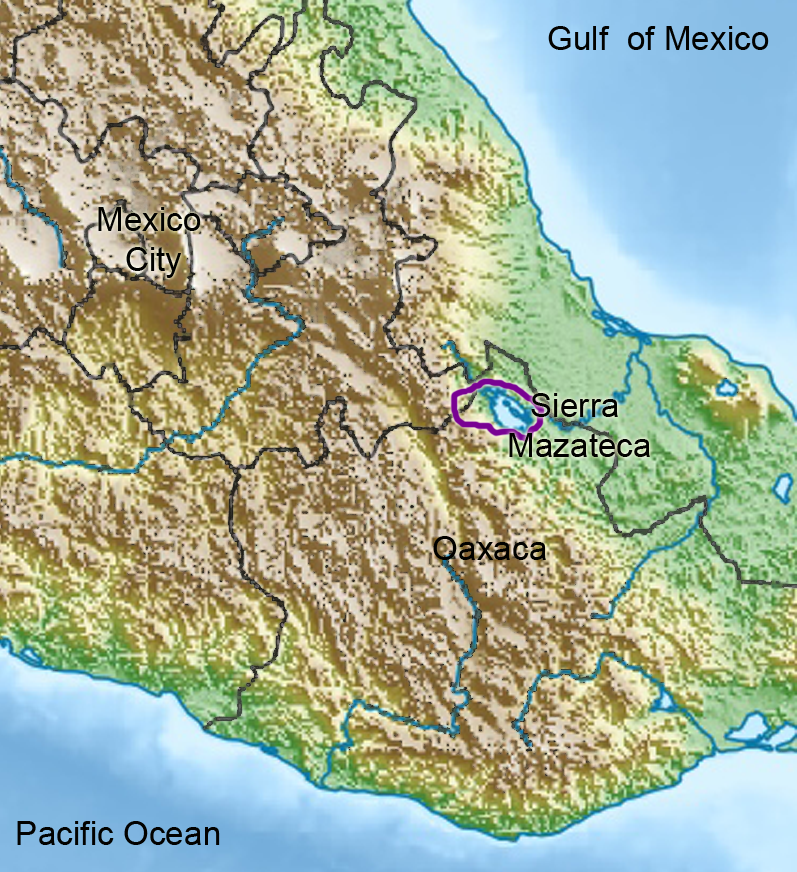
Geografische Lage der Sierra Mazateca

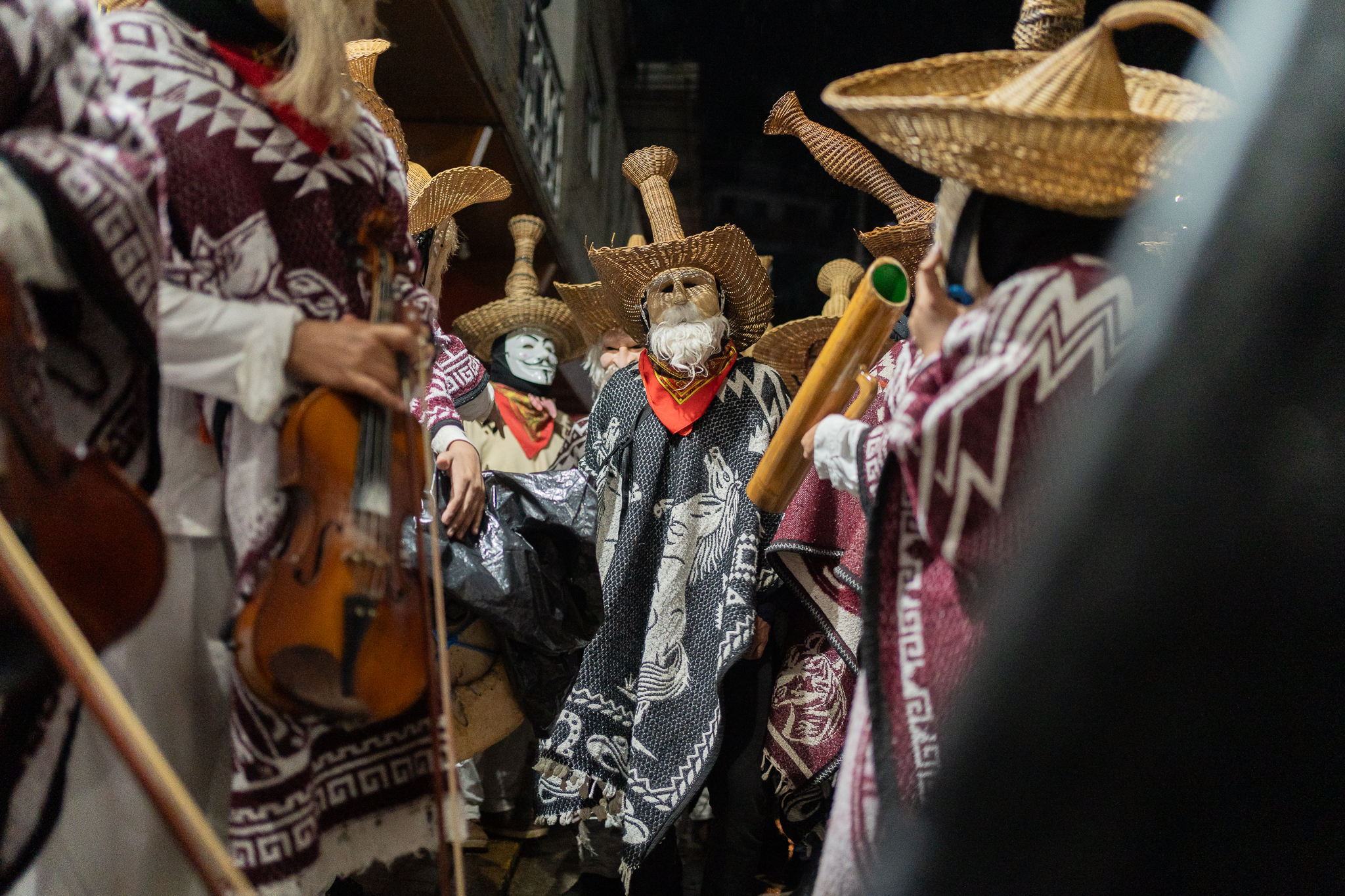
Die Umzüge der huehuetones („Ahnen“ oder „Alte“) sind eine der vielfältigen Traditionen der Region.

Die Mazateken sind ein Indianer-Volk im Süden Mexikos. Die mazatekisch sprechende Bevölkerung Mexikos zählte in den 1990er Jahren noch ca. 170.000 Personen.

## Siedlungsgebiete
Das Hauptsiedlungsgebiet der Mazateken ist der Norden des Bundesstaates Oaxaca und umfasst eine Fläche von ca. 2.400 km². Die Mazateken sind ethnisch mit den Mixteken und den Otomi verwandt.

## Name (Ethnonym)
Die Mazateken nennen sich selbst ha shuta enima („bescheidene und verständlich sprechende Menschen“). Der Name Mazateca leitet sich von der im gleichen Bundesstaat gelegenen Stadt Mazatlán ab, die von den nahuatlsprachigen Hilfstruppen der spanischen Eroberer so benannt wurde. Der Name bedeutet auf Nahuatl „Platz der Hirsche“ (mazatl „Hirsch“ und Lokativendung -tlan).

## Natürliche Drogen
Die Mazateken wurden in den westlichen Industrieländern durch den traditionellen Gebrauch psychoaktiver Pilze und Pflanzen (Psilocybe mexicana, Salvia divinorum) bekannt, die von den Schamanen zu spirituellen Handlungen benutzt werden. Die ersten Berichte hierüber wurden von dem Ethnomykologen-Ehepaar R. Gordon Wasson und Valentina Pavlovna Wasson verbreitet und führten in den 1960er Jahren zu einem regen Drogentourismus nach Mexiko.

## Religion
Die Religion der Mazateken ist eine synkretistische Synthese des traditionellen Glaubens und des von den spanischen Konquistadoren eingeführten Christentums. Hieraus erklärt sich der bei dem Volk der Mazateken für Salvia divinorum gebräuchliche Name Ska María Pastora, wobei mit „María“ die christliche Jungfrau Maria gemeint ist.